# Tears Of Martyr
«Tears Of Martyr» — іспанський метал-гурт, створений 1996 року в Лас-Пальмас. Гурт виконує музику в стилі готичного металу.

## Історія
Гурт був заснований у 1996 році в Лас-Пальмас (Гран-Канарія). У 1996 році вони випустили свій перший демо-альбом The Essence of Evil. Після тривалого мовчання виходить друге демо Renascence (2005). У червні 2009 року гурт випустив свій перший LP Entrance, і у тому ж році виграв нагороду Female Metal Awards 2009.
26 квітня 2013 року вийшов другий повноформатний альбом гурту Tales, який був записаний на New Sin Studios в Італії і спродюсований Енріком Гарсією з Dark Moor. Альбом отримав добрі оцінки критиків.

## Склад
- Беренісе Муса (Berenice Musa) — сопрано
- Мігель Анхель Маркес (Miguel Ángel Marqués) — вокал, гітара
- Адріан Міранда (Adrián Miranda) — бас-гітара
- Дорамас Паррага (Doramas Parraga) — ударні

## Дискографія

### Демо
- The Essence of Evil (1996)
- Renascence (2005)

### Альбоми
- Entrance (2009)
- Tales (2013)